# Хроматографска колона
Хроматографска колона је део лабораторијског посуђа који се користи у колонској хроматографији. Има облик стаклене цеви, пречника до 50 милиметара и дужине до 1 метра, са славином на дну.
Хроматографска колона се припрема на два начина: сувом или мокром методом. Код суве методе, колона се попуњава сувом стационарном фазом, а затим се додаје мобилна фаза, која се пропушта кроз колону све док стационарна фаза не буде потпуно натопљена мобилном фазом. Код мокре методе, колона се испуњава смешом стационарне и мобилне фазе. Колона се затвара парчетом вате.